# EG LNG

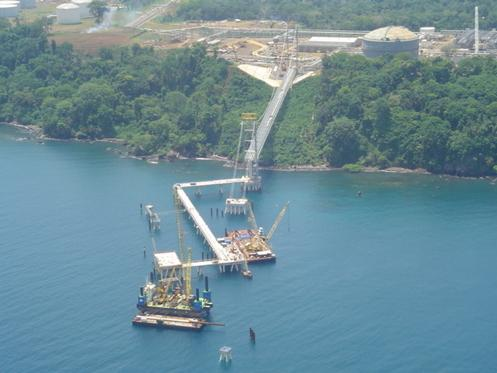
EG LNG es una compañía de gas natural licuado (GNL) de propiedad mixta (privada y pública) que opera en Malabo, Guinea Ecuatorial.

EG LNG (también conocida como Punta Europa GNL) es una compañía de gas natural licuado (GNL) que opera una terminal de GNL y una planta en Malabo, capital de Guinea Ecuatorial, en la Isla de Bioko. La planta de GNL comenzó a funcionar en 2007 y la primera carga de GNL fue entregada el 24 de mayo de 2007.

## Planta de GNL

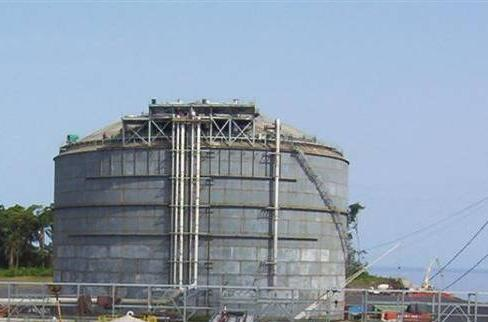
Tanque de Almacenamiento de EG LNG

La planta de gas tiene una capacidad de 3.4 millones de toneladas métricas por año. Existen varios sistemas en toda la planta como la fuente de gas de medición, la de licuefacción, la de refrigeración, el almacenamiento de etileno, compresión de gas, etc. La planta de EG LNG utiliza el proceso ConocoPhillips Optimizado Cascada(SM).
Se planificó una segunda instalación para aumentar la producción a 4.4 millones de toneladas de GNL por año. Además de esta construcción, la inversión de 3 mil millones de dólares incluye la construcción de tres gasoductos para conectar los yacimientos de Nigeria, Camerún y Guinea Ecuatorial con la planta de GNL. En adición a los accionistas de la primera planta, Unión Fenosa Gas, una empresa conjunta de Unión Fenosa, Eni, y E. ON también participarán en este proyecto.
Como resultado, la propiedad de la segunda estructura será Sonagas 40%, Marathon 35%, Mitsui 8.5%, Marubeni 6.5%, Galp Energia 5% y Gas Natural Fenosa 5%.

## Accionistas
Los accionistas de EG LNG Co son: 
- Marathon Oil (60%);
- Sonagas, la Compañía Nacional de Gas de Guinea Ecuatorial (25%);
- Mitsui & Co., Ltd. (8.5%);
- Marubeni Corporation (6.5%).